# Epicoenia chernetis
Epicoenia chernetis är en fjärilsart som beskrevs av Edward Meyrick 1906. Epicoenia chernetis ingår i släktet Epicoenia och familjen plattmalar. Inga underarter finns listade i Catalogue of Life.